# The Influence of Sea Power upon History
The Influence of Sea Power Upon History: 1660–1783 este o carte scrisă de către Alfred Thayer Mahan în anul 1890 despre istoria confruntărilor navale. Cartea detaliază rolul puterii navale în secolul al XVII-lea și secolul al  XVIII-lea, și discută diverși factori necesari pentru a sprijini și a obține superioritatea navală maritimă, cu accent pe ce anume se impune pentru a avea cea mai mare și cea mai puternică flotă. Oamenii de știință consideră că această carte a fost cea mai influentă carte în domeniul strategiei navale. Politicile sale au fost adoptate rapid de majoritatea puterilor maritime militare majore, în cele din urmă provoacând cursa înarmării navale în Primul Război Mondial.

## Legături externe
- Mahan & The Influence of Sea Power Upon History
- Project Gutenberg e-text